# FA Women’s Premier League Northern Division
The FA Women’s Premier League Northern Division - jest drugą klasą ligową w kobiecej piłce nożnej w Anglii, razem z FA Women’s Premier League Southern Division. Stanowi zaplecze National Division.
Każda drużyna z każdym zespołem gra dwukrotnie: u siebie i na wyjeździe. Mistrzowie ligi otrzymują awans do National Division. Dwa kluby na ostatnim miejscu spadają do niższej klasy: Northern lub Midland, zależnie od tego, gdzie zespół ma siedzibę.
Zwycięzca rozgrywek może dostąpić do Women’s League Cup, a także do FA Women’s Cup